# Flannery O'Connor

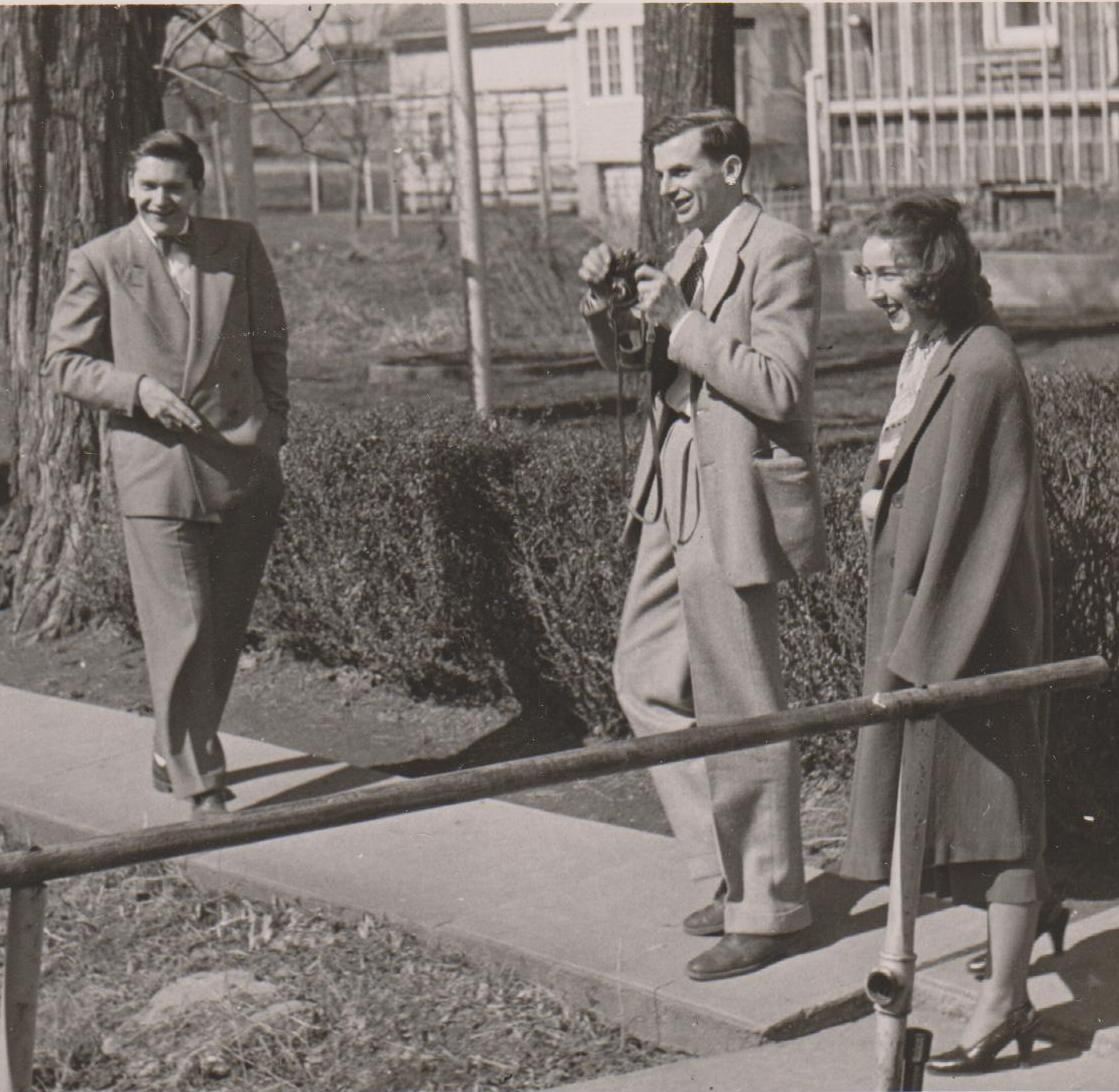
O'Connor junto a Arthur Koestler (izquierda) y Robie Macauley en la Universidad de Iowa (1947). Foto de C. Cameron Macauley.

Flannery O'Connor (Savannah, Georgia, 25 de marzo de 1925-3 de agosto de 1964) fue una escritora católica estadounidense del siglo XX; autora de dos novelas y 32 relatos, publicó también ensayos y reseñas. Su obra, considerada una de las más importantes de la literatura estadounidense del siglo XX, fue ampliamente estudiada en el contexto de la literatura del Sur de Estados Unidos; sus personajes y el ambiente que describe son sureños, y a la vez su obra trasciende el ámbito local para crear ficciones de alcance universal.

## Biografía
O'Connor nació el 25 de marzo de 1925 en Savannah, Georgia , hija única de Regina Cline O’Connor y Edward O'Connor, agente inmobiliario, ambos de ascendencia irlandesa.
En 1940, O'Connor y su familia se mudaron a Milledgeville (Georgia), donde inicialmente vivieron con la familia de su madre en la llamada 'Cline Mansion', en la ciudad.  En 1937, a su padre le diagnosticaron lupus eritematoso sistémico , lo que llevó a su muerte el 1 de febrero de 1941.  O'Connor y su madre continuaron viviendo en Milledgeville.  En 1951, se mudaron a Andalusia Farm,  que ahora es un museo dedicado al trabajo de O'Connor.
Estudió secundaria en Peabody High School. Se graduó en Estudios Sociales en el Georgia State College for Women (ahora Georgia College & State University), y en ese momento empezó a leer, pues hasta entonces no había oído hablar de Faulkner, Kafka o Joyce. En 1945, fue aceptada en el prestigioso Iowa Writers' Workshop de la Universidad de Iowa, donde asistió, en un principio, a estudiar periodismo. Mientras estuvo allí, conoció a varios escritores y críticos importantes que impartieron conferencias o clases en el programa, entre ellos Robert Penn Warren, John Crowe Ransom, Robie Macauley, Austin Warren y Andrew Lytle. En 1946 fue aceptada en el prestigioso Máster de Creación Literaria de la Universidad de Iowa; allí presentó sus primeros cuentos como tesis de fin de máster.
En este tiempo había empezado a trabajar en Wise Blood, la que acabaría siendo su primera novela, que obtuvo en esa fase de elaboración previa el premio Rinehart. Consiguió entonces una beca para trabajar en la elaboración final de esta novela en la colonia de escritores de Yaddo, donde conoció al poeta Robert Lowell. Recibió una maestría en bellas artes de la Universidad de Iowa en 1947.
Durante el verano de 1948, O'Connor continuó trabajando en Wise Blood en Yaddo, una comunidad de artistas en Saratoga Springs, Nueva York, donde también completó varios cuentos. Más adelante, ante los problemas que surgieron allí, se trasladó a vivir a Nueva York; donde, en 1949, conoció a Robert Fitzgerald (traductor de Edipo rey, la Ilíada y la Odisea), y aceptó de este y de su mujer, Sally, una invitación para vivir con ellos en su casa en el campo, en Connecticut. Estos amigos se encargaron de editar algunas de sus obras a su muerte.
En 1951 se le diagnosticó lupus, la misma enfermedad por la que falleció su padre, y tuvo que regresar a  Milledgeville, donde vivió hasta su muerte; cuando se recuperó algo —aunque siempre estuvo en situación más o menos delicada de salud, y pasó varios periodos internada en hospitales— se trasladó a una granja, Andalusia, de cuya gestión se encargó su madre, mientras que ella —con las limitaciones de la enfermedad— se dedicaba a la escritura. Allí pudo continuar su afición a la cría de aves, especialmente pavos reales, pero también gansos, patos y cualquier ave exótica que pudiera conseguir.
En esta vida aislada recibía visitas cada vez más numerosas de amigos y admiradores y  su relación epistolar con muchos de ellos —recogida en el libro El hábito de ser— le permitió una red de relaciones que compaginó con algunos viajes puntuales, sobre todo a universidades. Sólo salió al extranjero en un viaje que hizo por Europa, pasando por Roma, Lourdes y Barcelona.
O'Connor escribió más de dos docenas de cuentos y dos novelas mientras vivía con lupus. Falleció el 3 de agosto de 1964, a los 39 años, en el Hospital del Condado de Baldwin.  Su muerte se debió a complicaciones derivadas de un nuevo ataque de lupus, tras una cirugía por un fibroma uterino.  Está enterrada en Milledgeville, Georgia,  en el Cementerio Memory Hill.

## Obra
O'Connor es conocida principalmente por sus cuentos. Publicó dos libros: "Un hombre bueno es difícil de encontrar" (1955) y "Todo lo que sube debe converger" (publicado póstumamente en 1965). Muchos de sus cuentos han sido reeditados en importantes antologías, como "Los mejores cuentos americanos" y "Cuentos premiados".
Escribió dos novelas: Sangre sabia (Wise Blood, 1952) y Los violentos lo arrebatan (The Violent Bear It Away, 1960), así como 31 relatos breves, recogidos en dos libros: Un hombre bueno no es fácil de encontrar (A Good Man Is Hard To Find, 1955) y Todo lo que asciende tiene que converger (Everything That Rises Must Converge, póstumo 1965). Sus ensayos y conferencias publicados son de gran profundidad y agudeza. También dejó gran número de entrevistas y comentarios reveladores.
Se la estudia a veces dentro de la literatura sureña, aunque se distingue de la mayoría de los escritores de la zona por su perspectiva católica de fondo, algo que comparte sólo con algún autor aislado, como Walker Percy. En todo caso, O'Connor siempre consideró como modelos suyos en punto de vista y temas a Edgar Allan Poe y Nathaniel Hawthorne, y en los aspectos técnicos a Henry James y a Joseph Conrad. La crítica suele incluirla en el llamado gótico sureño, junto a William Faulkner, Katherine Anne Porter o Eudora Welty —a quienes apreciaba—, pero también junto a Carson McCullers, a quien detestaba.  O'Connor retrataba con agudeza el ambiente sureño que conoció y en especial sus personajes; algunos son grotescos, pero desde un punto de vista externo, porque ella no los consideraba así en sentido estricto.
El ambiente y los personajes son los del sur estadounidense, pero acaso la problemática de fondo la relacionaría más con escritores católicos, ingleses como Evelyn Waugh o Graham Greene y sobre todo a algunos franceses cuya influencia reconoció: Léon Bloy, François Mauriac y Georges Bernanos. Complejamente, pues aunque  curiosamente le atraían Céline, y también la personalidad de Simone Weil, consideraba que los escritos de ésta tenían un punto "ridículo". Hay que añadir su gusto por los rusos, sobre todo Dostoyevski y Gogol (no Tolstoi). Además, entre sus contemporáneos, apreciaba mucho a Bernard Malamud, pero nada a Mary McCarthy, Virginia Woolf, Djuna Barnes o Dorothy Richardson.

## Repercusión en la cultura popular
En 1979, la novela Sangre sabia (Wise Blood, 1952) fue adaptada al cine. Se respetó el título original y el guion siguió bastante fielmente la trama del libro. El director de la película fue John Huston y los actores protagonistas fueron Brad Dourif, Dan Shor y el propio John Huston.

## Libros

### Novelas
- Sangre sabia (Wise Blood, 1952). Cátedra, Madrid, 1990, ISBN 978-84-376-0970-6 y en Novelas, Lumen, Barcelona, 2011, ISBN 978-84-264-1903-3.
- Los violentos lo arrebatan (The Violent Bear It Away, 1960). En Novelas Lumen, Barcelona, 2011, ISBN 978-84-264-1903-3.

- Why Do the Heathen Rage? Fragmentos de novela inacabada. En Collected Works.

### Cuentos
- Un hombre bueno es difícil de encontrar (A Good Man Is Hard To Find, 1955). Lumen, Barcelona, 1973, ISBN 978-84-264-1092-4. 10 relatos.
- Las dulzuras del hogar (Everything That Rises Must Converge, 1965). Lumen, Barcelona, 1986, ISBN 978-84-264-1031-3. 9 relatos.
- Cuentos completos (The Complete Stories, 1971). Lumen, Barcelona, 2005, ISBN 9788426415110. 31 relatos: los 19 de sus dos volúmenes de cuentos y 12 más.

### Ensayos
- Misterio y maneras. Prosa ocasional (Mystery and Manners: Occasional Prose, ed. por Sally & Robert Fitzgerald, 1969). Encuentro, Madrid, 2007, ISBN 978-84-7490-894-7)
- The Presence of Grace and Other Book Reviews, ed por Carter W. Martin, University of Georgia Press, 1983.

### Cartas
- El hábito de ser (The Habit of Being: Letters, ed. por Sally Fitzgerald, 1979). Salamanca, 2003, ISBN 978-84-301-1526-6)

### Tiras cómicas
- Flannery O'Connor. Tiras cómicas (Flannery O'Connor. The Cartoons, Fantagraphics, Seattle, 2012). Nórdica, Madrid, 2014, ISBN 978-1606994795)

### Diarios
- A Prayer Journal, Farrar, Straus and Giroux, 2013

### Recopilaciones de su narrativa
- Three by Flannery O'Connor (contiene Wise Blood, A Good Man Is Hard To Find y The Violent Bear It Away), 1964.
- Three by Flannery O'Connor (contiene Wise Blood, The Violent Bear It Away y Everything That Rises Must Converge), 1983.
- The Complete Short Stories 1971 (Cuentos completos, Lumen, 2005, ISBN 978-84-264-1511-0; DeBolsillo 2006, ISBN 978-84-8346-131-0 y 2007, ISBN 978-987-566-338-1)
- Collected Works, ed. Sally Fitzgerald, The Library of America, 1988.
- Un encuentro tardío con el enemigo, Encuentro, Madrid 2006, ISBN 978-84-7490-782-7.
- El negro artificial y otros escritos, Encuentro, Madrid, 2000, ISBN 978-84-7490-599-1.

### En inglés
- Comforts of Home - La colección más amplia de críticas sobre FO'C y su obra.
- Flannery O'Connor Collection Materiales en GCSU donados por la familia de FOC. Páginas informativas y enlaces.
- PAL Archivado el 15 de octubre de 2008 en Wayback Machine. Bibliografía y biografía breves.
- The Flannery O’Connor – Andalusia Foundation, Inc.

### En español
- Blog sobre FO'C
- Un hombre bueno es difícil de encontrar.
- Reseña de "Misterio y maneras". Eva Ariza
- Reseña de "Un encuentro tardío con el enemigo". Esther Navío
- «Flannery O'Connor. Ver en la distancia», por Esther Cross, académica de número de la Academia Argentina de Letras

- Datos: Q234579
- Multimedia: Flannery O'Connor / Q234579